# Laura G. Ortensi
Laura G. Ortensi   (Roses, 29 de gener de 1991) és una filòloga i poeta catalana. És coneguda per haver guanyat la 22a edició del Premi Joan Duch per a joves escriptors amb l'obra Matar la mare.
Va estudiar periodisme (UAB), filologia catalana (UB) i criminologia (UOC). S'ha dedicat a la docència de català a secundària i també ha impartit classes per a adults. És activista pels drets de les persones amb discapacitat. El 2024 va participar en l'assaig col·lectiu Màtria o barbàrie (Angle Editorial) amb trenta dones més.

## Obra
- Matar la mare (2021, Editorial Fonoll)
- La marca de l'ham (2024, Cap de brot edicions)[3]